# Alberto Neto
Alberto Neto Simões Dias (Souto da Casa (Fundão), 11 de fevereiro de 1931 - Águas de Moura, 3 de julho de 1987) foi um sacerdote católico português que se destacou como educador e pelo seu papel no movimento católico progressista contra a Guerra Colonial e a ditadura fascista (Estado Novo) de António de Oliveira Salazar e Marcello Caetano.

## Biografia
Alberto Neto nasceu em 1931, filho de Eurico Simões Dias e Genoveva Neto, ambos professores do ensino primário, na aldeia do Souto da Casa, concelho do Fundão, na Beira Interior.
Frequentou o Seminário do Patriarcado de Lisboa em Santarém, Almada e Olivais. Foi ordenado sacerdote católico em 15 de Agosto de 1957, tendo ocupado o cargo de coadjutor da paróquia de Santa Maria de Belém, onde trabalhou com o padre Felicidade Alves.
Foi professor brilhante em vários liceus, nomeadamente no Liceu D. João de Castro (1962-66?), Liceu Pedro Nunes (onde teve por alunos Marcelo Rebelo de Sousa, Francisco Louçã e Guilherme de Oliveira Martins) e Liceu Padre António Vieira, em Lisboa e na Escola Secundária de Queluz, que, posteriormente, viria a ser designada por Escola Secundária Padre Alberto Neto em sua homenagem.
Entre 1965 e 1972 foi assistente diocesano da Juventude Escolar Católica (JEC) (masculina) e da Juventude Escolar Católica Feminina (JECF), organizações juvenis da Acção Católica Portuguesa de estudantes do ensino secundário.
De 1978 e 1981 foi membro de Conselho Presbiterial do Patriarcado de Lisboa. De 1979 a 1982 foi padre da paróquia de Belas e depois de Rio de Mouro. Em todos os cargos que ocupou distinguiu-se sempre pela sua humildade, generosidade, simpatia e dinamismo.
A 6 de Julho de 1987, à beira da EN5, em Águas de Moura, perto de Setúbal, no meio do mato, foi descoberto o seu cadáver. Fora morto, havia dias, com um tiro de pistola na nuca, em circunstâncias misteriosas e nunca esclarecidas. O autor do crime nunca foi capturado ou sequer identificado. A 10 de Julho, o cardeal-patriarca de Lisboa, D. António Ribeiro, presidiu às exéquias na igreja de Rio de Mouro, e o corpo foi sepultado em Souto da Casa, terra natal do padre Alberto Neto.

## Acção política
Alberto Neto participou, desde 1969 em acções contra o regime do Estado Novo e contra a guerra colonial.
Distinguiu-se principalmente enquanto capelão da capela do Rato, em Lisboa. Colaborou activamente na iniciativa de um grupo de católicos, em 1973, de realização de uma vígilia de reflexão sobre a guerra colonial.